# Knipton
Knipton – wieś w Anglii, w hrabstwie Leicestershire, w dystrykcie Melton. Leży 37 km na północny wschód od miasta Leicester i 158 km na północ od Londynu.